# Kidika
Kidika este un oraș din Mbuyuni, districtul Chunya, Tanzania.